# John Dowland
Pour les articles homonymes, voir Dowland.
John Dowland est un compositeur et luthiste né en Angleterre ou en Irlande en 1563 et mort vers le 19 ou 20 février 1626 (il est enterré le 20 février 1626).
Il a étudié le luth et la composition en France et en Italie. En 1598, il a été engagé comme luthiste à la cour du roi Christian IV de Danemark, où il est resté pendant près de dix ans. Il est ensuite retourné en Angleterre, où il a continué à composer et à jouer, et devient luthiste à la cour royale d'Angleterre, en 1612.
Dowland est surtout connu pour ses chansons pour voix et luth, dont beaucoup expriment une profonde mélancolie. Ses œuvres les plus célèbres incluent Flow, my tears, Come Again, In Darkness Let Me Dwell et Lachrimae, or Seven Teares. Il a également composé de la musique pour luth seul et des pièces de musique de chambre.

## Biographie
La première partie de la vie de John Dowland est mal connue ; il serait né, selon l'historien Thomas Fuller, à Westminster, ou, selon le musicologue W. H. Grattan Flood (en), à Dalkey, près de Dublin, au Royaume d'Irlande, mais aucune de ces hypothèses n'apporte de preuves concluantes.
De 1579 à 1584, il est au service de Sir Henry Cobham, ambassadeur d'Angleterre à la cour de France, à Paris, puis de son successeur, Sir Edward Stafford. Il opte pour le catholicisme. En 1584, il rentre en Angleterre, où il se marie. Il obtient une licence de musique du collège de Christ Church à l'université d'Oxford en 1588. Son fils Robert Dowland nait en 1591, qui deviendra également un luthiste de renom. On n'a pas de trace officielle d'autres enfants, même si Dowland parle de "ses enfants" dans une lettre. 
Il postule en vain pour succéder à John Johnson,, luthiste de la reine Élisabeth Ire d'Angleterre ; d'après lui, sa candidature aurait été rejetée en raison de sa conversion au catholicisme. Néanmoins, sa conversion n'avait pas été rendue publique et, à l'époque, être catholique n'empêchait pas d'être musicien de cour en Angleterre (c'est notamment le cas de William Byrd). C'était son souhait le plus cher et certains voient dans ce refus une origine possible du caractère mélancolique de la musique de Dowland.
Il séjourne par la suite à Cassel (il bénéficie du mécénat de Maurice de Hesse-Cassel), Venise, Florence et Nuremberg. À la fin de 1596 ou au début de 1597, il rentre à Londres, où il espère cette fois encore être engagé comme luthiste de la cour. Mais son ami et bienfaiteur Henry Noel meurt peu après lui avoir écrit pour lui demander de rentrer à Londres. Il publie en 1597 son First Booke of Songes and Ayres (chansons avec accompagnement au luth), qui rencontre un grand succès et fait l'objet de cinq éditions successives.

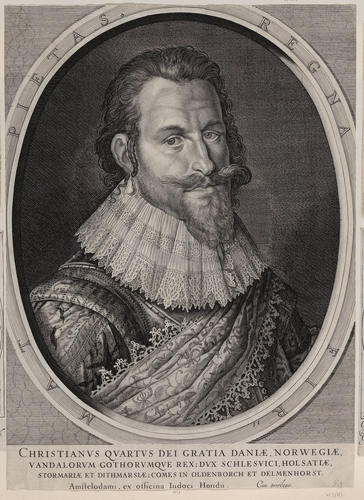
Christian IV de Danemark, employeur de Dowland

De novembre 1598 à 1606, il est luthiste à la cour du roi Christian IV de Danemark, où il est très considéré et bénéficie d'un bon salaire et d'une grande liberté. En 1603, date de la mort de la reine Elizabeth Ière, il voyage en Angleterre où il essaye probablement de se placer, toujours sans succès, auprès des successeurs de la reine, le roi Jacques VI et Ier et sa femme Anne de Danemark qui n'est autre que la sœur de Christian IV de Danemark. Ce voyage a aussi probablement pour but de superviser la publication de son œuvre la plus célèbre, les Lachrimæ, or Seven Teares (1604), sept pavanes pour cinq violes et un luth, basées sur l'air Flow, my tears .
Puis il rentre définitivement en Angleterre en 1606, où il est durant quelques années employé par un courtisan du nom de Theophilus Howard, Lord Walden ; Dowland lui dédie son recueil de chansons A Pilgrimes Solace (1612). Finalement, en 1612, il obtient le poste convoité depuis si longtemps de « musicien pour le luth » (musician for the lute) à la cour royale d'Angleterre. Après cela, il ne compose presque plus. Il reçoit son dernier traitement de musicien de cour le 20 janvier 1626, et est enterré dans l'église Sainte-Anne de Blackfriars (en) à Londres le 20 février suivant.

## Œuvre musicale
L'œuvre musicale de Dowland comprend des pièces chantées accompagnées au luth, des psaumes, des œuvres pour luth seul et pour ensemble de violes (« consort of viols ») avec accompagnement de luth.

Son œuvre instrumentale la plus connue, Lachrimæ ou Seaven Teares Figured in Seaven Passionate Pavans ... (Pleurs, ou Sept larmes représentées par sept pavanes passionnées ...) est un groupe de sept pavanes pour cinq violes (donc à 5 parties instrumentales) avec un luth soutenant cette polyphonie, publiée en 1604. Chacune d'entre elles étant fondée sur le "motif des larmes" Flow, my tears (« Coulez, mes larmes »), quatre notes descendantes qui proviennent d'une pièce de luth que Dowland avait originellement composée dès les années 1590. Cette pièce devint l'une des plus connues de la musique pour ensemble instrumental de cette époque. Sa pavane Lachrymæ antiquæ fut aussi l'un des grands succès du XVIIe siècle.
Les pièces chantées de Dowland traitent de différents thèmes. Musicalement, il s'agit principalement de chants strophiques, plus rarement de pièces à composition continue (durchkomponiert en allemand), c'est-à-dire composées de bout en bout puisqu'on n'y trouve pas les formules simplement reproduites de strophe en strophe. L'accompagnement est en grande partie homophone, enrichi cependant par de nombreux ornements. Quelques airs, comme Flow, my tears ou Oh, sweet woods (« Ô, doux bois ») contiennent aussi des passages polyphoniques à composition continue (durchkomponiert), mais la polyphonie reste dans les limites de ce qui peut être joué au luth. La manière de déclamer le texte le laisse distinct et compréhensible en permanence et les ornements sont utilisés comme éléments expressifs.
Les œuvres instrumentales de Dowland ont une importance particulière. Ses compositions pour ensemble de violes de gambe avec accompagnement de luth marquent dans l'histoire de la musique européenne un premier point culminant dans le développement d'une musique instrumentale indépendante de la voix.
La musique de Dowland exprime souvent la mélancolie, un sentiment très présent dans la musique, les arts et les préoccupations de l'époque élizabéthaine, en faisant un véritable courant artistique et littéraire. En témoignent les publications du médecin Timothy Bright en 1586 (Traité de la mélancolie), et de Robert Burton en 1621 (L'Anatomie de la mélancolie).
Dowland écrivit d'ailleurs une pièce pour consort dont le titre pourrait selon certains résumer son œuvre. Elle est intitulée, en latin : Semper Dowland, semper dolens (Toujours Dowland, toujours souffrant). Cette humeur mélancolique est mise en relief par une harmonisation riche en couleurs et en dissonances.
Ce serait cependant oublier d'autres pièces plus humoristiques, comme My Lord Chamberlain, His Galliard une invention pour deux luthistes jouant sur un seul luth. Elle utilise le rythme de la danse appelée gaillarde.

### Liste des œuvres
John Dowland laisse un catalogue de 220 œuvres.
Cette liste se limite aux compositions publiées par Dowland. Elle est suivie de l'œuvre intégrale pour luth seul, dont les pièces se trouvent dans divers recueils, parfois collectifs.

#### Whole Book of Psalms (1592)
Publié par Thomas Est en 1592, The Whole Booke of Psalmes contient des œuvres de 10 compositeurs, dont 6 pièces de Dowland.
1. Put me not to rebuke, O Lord (Psaume 38)
2. All people that on earth do dwell (Psaume 100)
3. My soul praise the Lord (Psaume 104)
4. Lord to thee I make my moan (Psaume 130)
5. Behold and have regard (Psaume 134)
6. A Prayer for the Queens most excellent Maiestie

#### New Book of Tablature (1596)
Le New Booke of Tabliture publié par William Barley en 1596 contient sept pièces pour luth seul de Dowland.

#### Lamentatio Henrici Noel (1596)
Œuvres écrites pour le chœur de l'abbaye de Westminster.
1. The Lamentation of a sinner
2. Domine ne in furore (Psaume 6)
3. Miserere mei Deus (Psaume 51)
4. The humble sute of a sinner
5. The humble complaint of a sinner
6. De profundis (Psaume 130)
7. Domine exaudi (Psaume 143)

Trois œuvres sont d'attribution douteuse :
1. Ye righteous in the Lord
2. An heart that's broken
3. I shame at my unworthiness

#### First Book of Songs (1597)
Dowland publie The First Booke of Songes or Ayres à Londres en 1597. Il s'agit d'un des plus importants et des plus influents recueils de l'histoire de la musique pour luth.
Le recueil contient 21 ayres et songs (chansons) :
1. Unquiet thoughts
2. Who euer thinks or hopes of loue for loue
3. My thoughts are wingd with hopes
4. If my complaints could passions moue
5. Can she excuse my wrongs with vertues cloake
6. Now, O now, I needs must part
7. Deare if you change ile neuer chuse againe
8. Burst forth my teares
9. Go Cristall teares
10. Thinkst thou then by thy faining
11. Come away, come sweet loue
12. Rest awhile you cruell cares
13. Sleepe wayward thoughts
14. All ye whom loue of fortune hath betraide
15. Wilt though vnkind thus reaue me of my hart
16. Would my conceit that first enforst my woe
17. Come again: sweet loue doth now enuite
18. His goulden locks time hath to siluer turnd
19. Awake sweet loue thou art returned
20. Come heauy sleepe
21. Awaie with these selfe louing lads

#### Second Book of Songs (1600)

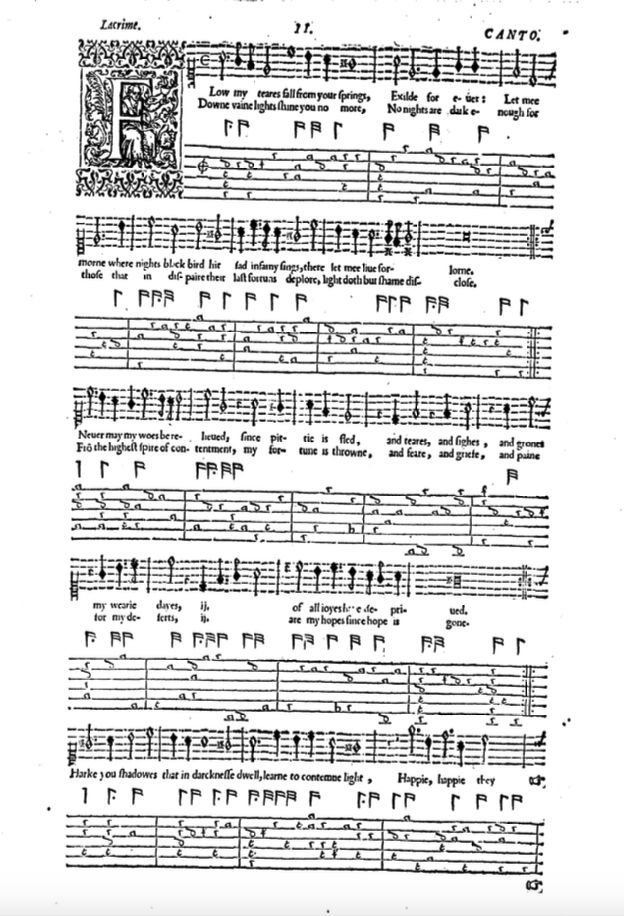
Flow, my tears, pour voix et luth - édition originale (1600)

Dowland publie The Second Booke of Songs or Ayres en 1600
Le recueil contient 21 ayres et songs (chansons), certains ayant plus d'une partie :
1. I saw my Lady weepe
2. Flow my teares fall from your springs
3. Sorow sorow stay, lend true repentant teares
4. Dye not before thy day
5. Mourne, mourne, day is with darknesse fled
6. Tymes eldest sonne, old age the heire of ease, First part
7. Then sit thee downe, and say thy Nunc demittis, Second Part
8. When others sings Venite exultemus, Third part
9. Praise blindnesse eies, for seeing is deceipt
10. O sweet woods, the delight of solitarienesse
11. If fluds of teares could clense my follies past
12. Fine knacks for Ladies, cheap, choise, braue and new
13. Now cease my wandring eyes
14. Come ye heavie states of night
15. White as Lillies was hir face
16. Wofull heart with griefe oppressed
17. A Sheperd in a shade his plaining made
18. Faction that euer dwells in court
19. Shall I sue, shall I seeke for grace
20. Finding in fields my Siluia all alone (Toss not my soul)
21. Cleare or Cloudie sweet as Aprill showring
22. Humor say what makst thou heere
23. Dowland's Adieu for Master Oliver Cromwell

#### Third Book of Songs (1603)
The Third and Last Booke of Songs or Aires est publié en 1603
Le recueil contient 21 ayre et songs (chansons) :
1. Farewell too faire
2. Time stands still
3. Behold the wonder heere
4. Daphne wast not so chaste as she was changing
5. Me me and none but me
6. When Phoebus first did Daphne loue
7. Say loue if euer thou didst finde
8. Flow not so fast ye fountaines
9. What if I neuer speede
10. Loue stood amaz'd at sweet beauties paine
11. Lend your eares to my sorrow good people
12. By a fountaine where I lay
13. Oh what hath ouerwrought my all amazed thought
14. Farewell vnkind farewell
15. Weepe you no more sad fountaines
16. Fie on this faining, is loue without desire
17. I must complaine, yet doe enioy
18. It was a time when silly Bees could speake
19. The lowest trees haue tops
20. What poore Astronomers are they
21. Come when I call, or tarrie till I come

#### Lachrimæ (1604)

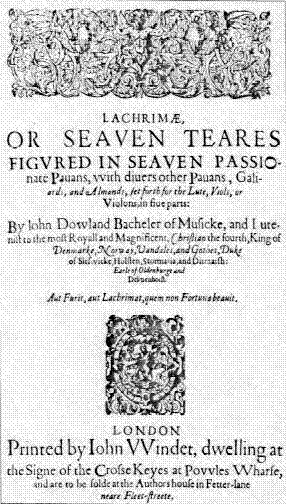
Couverture de l'édition de 1604

Lachrimæ, or Seven Teares, publié en 1604, contient les sept pavanes pour consort de violes et luth du Lachrimæ et 14 compositions supplémentaires pour la même formation, dont le célèbre Semper Dowland semper Dolens.
1. Lachrimæ Antiquæ
2. Lachrimæ Antiquæ Novæ
3. Lachrimæ Gementes
4. Lachrimæ Tristes
5. Lachrimæ Coactæ
6. Lachrimæ Amantis
7. Lachrimæ Veræ
8. Semper Dowland semper Dolens (P. 9)
9. Sir Henry Vmptons Funeral
10. M. Iohn Langtons Pavan
11. The King of Denmarks Galiard (P. 40)
12. The Earle of Essex Galiard
13. Sir Iohn Souch his Galiard
14. M. Henry Noell his Galiard
15. M. Giles Hoby his Galiard
16. M. Nicho. Gryffith his Galiard
17. M. Thomas Collier his Galiard with two trebles
18. Captaine Piper his Galiard (P. 19)
19. M. Bucton his Galiard
20. Mrs Nichols Almand
21. M. George Whitehead his Almand

#### Micrologus (1609)
Dowland publie une traduction de Micrologus d'Andreas Ornithoparcus, publié initialement à Leipzig en 1517

#### Varietie of Lute-Lessons (1610)
Varietie of Lute-Lessons publié par Robert Dowland, le fils de John, en 1610, contient une pièce pour luth seul de John Dowland.

#### Musicall Banquet (1611)
A Musicall Banquet publié par Robert Dowland, le fils de John, en 1610, contient trois chansons (songs) de John Dowland.
1. Farre from triumphing Court
2. Lady if you so spight me
3. In darknesse let me dwell

#### A Pilgrimes Solace (1612)
Dernière publication de John Dowland, A Pilgrimes Solace paraît en 1612 et contient des madrigaux plus que de simples ayres. Le contrepoint est nettement plus présent ici que dans les recueils antérieurs.
1. Disdaine me still, that I may euer loue
2. Sweete stay a while, why will you?
3. To aske for all thy loue
4. Loue those beames that breede
5. Shall I striue with wordes to moue
6. Were euery thought an eye
7. Stay time a while thy flying
8. Tell me true Loue
9. Goe nightly, cares the enemy to rest
10. From silent night, true register of moanes
11. Lasso vita mia, mi fa morire
12. In this trembling shadow
13. If that a Sinners sighes be Angels food
14. Thou mighty God
15. When Dauids life by Saul
16. When the poore Criple
17. Where Sinne sore wounding
18. My heart and tongue were twinnes
19. Up merry Mates, to Neptunes praise
20. Welcome black night
21. Cease these false sports
22. A Galliard to Lachrimae

#### Musique pour luth
| Fantasies - Fantasia, P. 1 & P. 1a - Forlorn Hope Fancy, P. 2 - Farwell, P. 3 - Farwell (an "In Nomine"), P. 4 - A Fancy, P. 5 - A Fancy, P. 6 - A Fancy, P. 7 - A Fantasia, P. 71 - A Fancy, P. 72 - A Fancy, P. 73 Pavanes - Mayster Pypers Pavyn, P. 8 - Semper Dowland Semper Dolens, P. 9 - Solus Cum Sola, P. 10 - Mrs. Brigide Fleetwood's Pavan (Solus sine sola), P. 11 - Dr. Case's Pavan, P. 12 - Resolution ou Dowland's Adew for Master Oliver Cromwell, P. 13 - Sir John Langton's Pavan, P. 14 & P. 14a - Lachrimæ, P. 15 - A Pavan, P. 16 - The Lady Russell's Pavan, P. 17 - A Pavan, P. 18 - A Dream (Lady Leighton Paven), P. 75 - Pavana, P. 94 Gaillardes - Captain Digorie Piper, his Galliard, P. 19 - Dowland' Galliard, P. 20 - Capitain Candishe his Galyard, P. 21 - Dowland's First Galliard, P. 22 - The Frog Galliard, P. 23 & P. 23a - A Gailliard, P. 24 - Melancholy Galliard, P. 25 - Sir John Souch's Galliard, P. 26 - A Galliard, P. 27 - A Gaillard (sur une gaillarde de Daniel Bacheler), P. 28 - Giles Hobie's Galliard, P. 29 - A Gaillard, P. 30 - A Gaillard (sur "Walsingham"), P. 31 - Mrs. Vaux Galliard, P. 32 - Mr. John Langton's Galliard, P. 33 - Mignarda, P. 34 - A Galliard, P. 35 - Mr. Knight's Galliard, P. 36 - My Lord Chamberlain, his Galliard, P. 37 (pour deux luths) - The Right Honourable The Lord Viscount Lisle His Galliard, P. 38 - Round Battle Galliard, P. 39 - The Most High and Mighty Christianus The Fourth King of Denmark, His Galliard, P. 40 - The Most Sacred Queen Elizabeth, Her Galliard, P. 41 - Can she excuse, P. 42 - The Right Honourable Robert Earl of Essex, His Galliard, P. 42a - The Right Honourable The Lady Rich, Her Galliard, P. 43 & P. 43a - The Right Honourable Ferdinando Earl of Derby, His Galliard, P. 44 & P. 44a - The Right Honourable The Lady Clifton's Spirit, P. 45 - Galliard to Lachrimæ, P. 46 - Galliard, P. 76 - Hasellwoods Galliard, P. 84 (peut-être écrite par Anthony Holborne) - Captayne Pipers Galliard, P. 88 - The Earl of Essex Galliard, P. 89 - Suzanna Galliard, P. 91 - Galliard (sur "Awake Sweet Love"), P. 92 - The Queenes Galliard, P. 97 - Gagliarda, P. 103 - A Galliard, P. 104 | Allemandes - Sir John Smythes, his Almain, P. 47 - The Lady Laiton's Almain, P. 48 - An Almain, P. 49 - Mrs. White's Thing, P. 50 - A Piece Without Title, P. 51 - Mrs. Nichols' Almain, P. 52 - Mrs. Clifton's Almain, P. 53 - Lady Hunsdon's Puffe, P. 54 - An Almand, P. 96 Jigs et autres pièces en 6/8 - Mrs. Winter's Jump, P. 55 - Mrs. White's Nothing, P. 56 - Mrs. Vaux's Jig, P. 57 - The Shoemaker's Wife, a Toy, P. 58 - Tarleton's Resurrection, P. 59 - Tarleton's Willy ou Tarleton's Jig, P. 81 Arrangement d'une chanson (song) - Come Again, P. 60 Arrangements et ballades - Orlando Sieepeth, P. 61 - Fortune my foe, P. 62 - Complainte, P. 63 - Go from My Window, P. 64 - Lord Strang's March, P. 65 - My Lord Willoughby's Welcome Home, P. 66 (pour deux luths) & P. 66a - Walsingham, P. 67 - Aloe, P. 68 - Loth to Departe, P. 69 - Sweet Robyne ou Robin is to the Greenwood Gone, P. 70 - Une jeune fillette, P. 93 Pièces attribuées à Dowland : - Mrs. Norrish's Delight, P. 77 - A Piece Without Title, P. 78 - What If a Day, P. 79 - A Coy Toy, P. 80 - La Mia Barbara, P. 95 - Preludium, P. 98 - Mr. Dowland's Midnight, P. 99 - Coranto, P. 100 - As I went to Walsingham - Pavana (1622) - Pavana Dowlandi Angli - Mounsieur's Almaine - Sir Henry Guilforde, his Almaine - Sir Henry Umptons Funerall - Squires Galliard |

## Postérité et hommages
- La musique de Dowland est un thème récurrent des livres de science-fiction de Philip K. Dick. Elle est aussi mentionnée à de nombreuses reprises dans Le Temps où nous chantions de l'auteur américain Richard Powers. L'écrivain japonais Haruki Murakami dans 1Q84 fait également allusion à ce compositeur.

- Le chanteur Sting a repris les compositions de Dowland dans son album Songs from the Labyrinth (2006).

- Depuis 1979, Dowland, un cratère de la planète Mercure, est nommé en son honneur[11].

## Discographie sélective
- John Dowland, The Collected Works. The Consort of Musicke, Anthony Rooley, L'Oiseau-Lyre (12 CD)
- John Dowland, Lacrimae, or seaven teares, Dowland Consort, dir. Jacob Lindberg, 1 CD, Bis (1986)
- John Dowland, The Complete Solo Lute Music, Jacob Lindberg, BIS (4CD) (1995)
- John Dowland, Second Book of Songs, (Anthony Rooley, The Consort of Musicke, L'Oiseau-Lyre, 2 CD
- John Dowland, Lachrimae, Fretwork, Christopher Wilson, Classics Digital, 1 CD
- John Dowland, Complete Lute Works, (Paul O'Dette), Harmonia Mundi, 5 CD (1997)
- Lachrimae or Seaven Teares - 1604 par Hespèrion XX dir. Jordi Savall

#### Bases de données et dictionnaires
- Ressources relatives à la musique :   - International Music Score Library Project
  - Carnegie Hall
  - Discography of American Historical Recordings
  - Discogs
  - MusicBrainz
  - Musopen
  - Muziekweb
  - Projet Mutopia
  - Rate Your Music
  - Répertoire international des sources musicales
  - Songfacts
- Ressources relatives au spectacle :   - Archives suisses des arts de la scène
  - Les Archives du spectacle
  - Kunstenpunt
- Ressource relative à plusieurs domaines :   - Radio France
- Ressource relative à l'audiovisuel :   - IMDb
- Notices dans des dictionnaires ou encyclopédies généralistes :   - Britannica
  - Dansk biografisk leksikon
  - Den Store Danske Encyklopædi
  - Deutsche Biographie
  - Enciclopedia italiana
  - Enciclopedia De Agostini
  - Gran Enciclopèdia Catalana
  - Hrvatska Enciklopedija
  - Internetowa encyklopedia PWN
  - Nationalencyklopedin
  - Oxford Dictionary of National Biography
  - Proleksis enciklopedija
  - Store norske leksikon
  - Treccani
  - Universalis
  - Visuotinė lietuvių enciklopedija
- Notices d'autorité :   - VIAF
  - ISNI
  - BnF (données)
  - IdRef
  - LCCN
  - GND
  - Italie
  - Japon
  - CiNii
  - Espagne
  - Belgique
  - Pays-Bas
  - Pologne
  - Israël
  - NUKAT
  - Catalogne
  - Suède
  - Australie
  - WorldCat